# Base Joconde

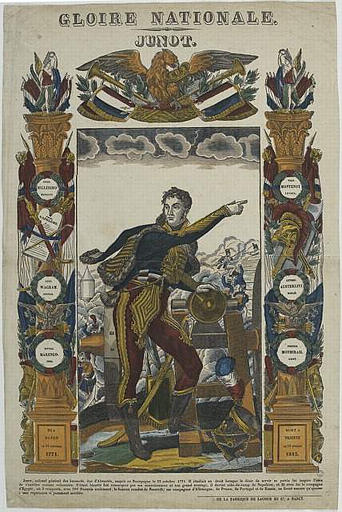
Holzschnitt des Generals Andoche Junot, 19. Jahrhundert.

Die Base Joconde (dt. Datenbank Joconde) ist eine nichtkommerzielle Datenbank des französischen Kulturministeriums (Direction des musées de France).
Die Joconde listet die Kunstbestände der französischen Museen in Form eines Online-Inventars. Unter einer Oberfläche vereint Joconde drei Datenbanken zur Bildenden Kunst, zur Archäologie und zur Ethnologie. Der Name nimmt Bezug auf eines der bekanntesten in Frankreich gezeigten Gemälde, die Mona Lisa im Pariser Louvre, im Französischen als La Joconde bezeichnet.

## Geschichte
Die Ideen der Französischen Revolution sahen auch einen freien Zugang zu nationalen Kulturgütern vor. So wurde im Chaptal-Erlass ein Verteilungsschlüssel für Skulpturen und Gemäldesammlungen erstellt um den gleichberechtigten Zugang zu diesen Kulturgütern zu sichern. Eine Datenbank, welche die Skulpturen und Gemäldesammlungen inventarisiert, wurde bereits 1975 erstellt und ab 1992 auf der französischen Minitel Plattform angeboten. 1995 ging die Datenbank in das World Wide Web. 2004 wurde der Dienst um Daten zur Archäologie und zur Ethnologie erweitert.

## Zweck
Den Museen von Frankreich wurden per Gesetz 2002-5 vom 4. Januar 2002 vier dauerhafte Aufgaben zugewiesen:
- Erhaltung, Restaurierung, Forschung und Abrundung ihrer Sammlungen
- Sicherstellung des Zugangs zu den Sammlungen für die breite Öffentlichkeit
- Entwicklung und Umsetzung Fortbildungsmaßnahmen und
- Sicherstellung eines gleichberechtigten breiten Zugangs zur Kultur für jedermann
- Beitrag zur Weiterentwicklung von Wissen und Forschung zur Kultur und deren Verbreitung

## Funktionen
Joconde verwaltet ca. 600.000 Objekte aus 60 Nationalmuseen Frankreichs, davon 245.200 mit mindestens einer Abbildung (Stand: November 2024). Sie bietet komfortable Suchfunktionen (Indexstruktur, Thesauri) und Verknüpfungen. Es werden online Ausstellungen und Thementouren angeboten. Die Datenbank bietet virtuelle Ausstellungen, die dazu animieren sollen, die reellen Ausstellungen in den jeweiligen Museen zu besuchen. Die Abbildungen erscheinen zunächst in geringer Auflösung und werden von ausführlichen wissenschaftlichen Textdokumenten mit Bibliographien begleitet. Die Anzeige erfolgt nur in französischer Sprache.